# قسيم مركزي

مخطط للصبغي وفيه يظهر
(1) الكروماتيد
(2) القسيم المركزي
(3) الذراع القصير للكروماتيد
(4) الذراع الطويل للكروماتيد

القُسَيمُ المَرْكَزِيّ أو الجُدَيْرة أو القطعة المركزية أو الجزء المركزي أو السنترومير (بالإنجليزية: Centromere)‏، هو قسم الكرموسوم (الصبغي) المركزي يربط الكروماتيدات الأخوات، أولًا وصفه العالم الألماني والثر فليمنيغ بـالمضيق الأساسي. الآن العلماء يعتبرون إنه منطقة صبغية متخصِّصة. تدير توزيع الشقوق الصبغية بشكل منصف بين الخليتين إثناء الإنقسام الخلوي تحدُث خلال النمو وفي الأعضاء التناسلية. يمثّل المشطر موقع حيث تتجمّع بروتينات معقّدة جدًّا. يُشكّل هذان التركيبان معًا مجمّعًا متشابكًا بواسطته تتعلّق أنيبيبات دقيقة (Microtubule) إلى الصبغيات. هذه البروتينات إيضًا مسؤولة عن تنبيه الآلة الخلوية إلى موقف الصبغيات الصحيح، لتستطيع أن تنتهي الانقسام الخلوي. النبيبات الدقيقة تجرّ الصبغيات نحو الأقطاب المتقابلة من خلية قبل أنها تنقسم. ويذوب المشطر خلال هذه المرحلة. عادةً لصبغي فقط واحد مشطر ورغم إسمه لا يوجد دائمًا في مركز. عند الأغلبية العظمى من المتعضيات، تتكوّن المشاطر من دنا (الحمض نووي)، ولكنه لا يحمل معلومات وراثية وهو تكراري طبيعيته في هذه المنطقة الصبغية. إن موقعه المتعلّق بطرف الصبغي يساعد علماء على تمييز نوعه. تبدو أخطاء عمل المشطر مضرًّا وتؤدّي إلى عدم استقرار الصبغي وانقسام خلوي من غير حدود.